# ادراک چهره

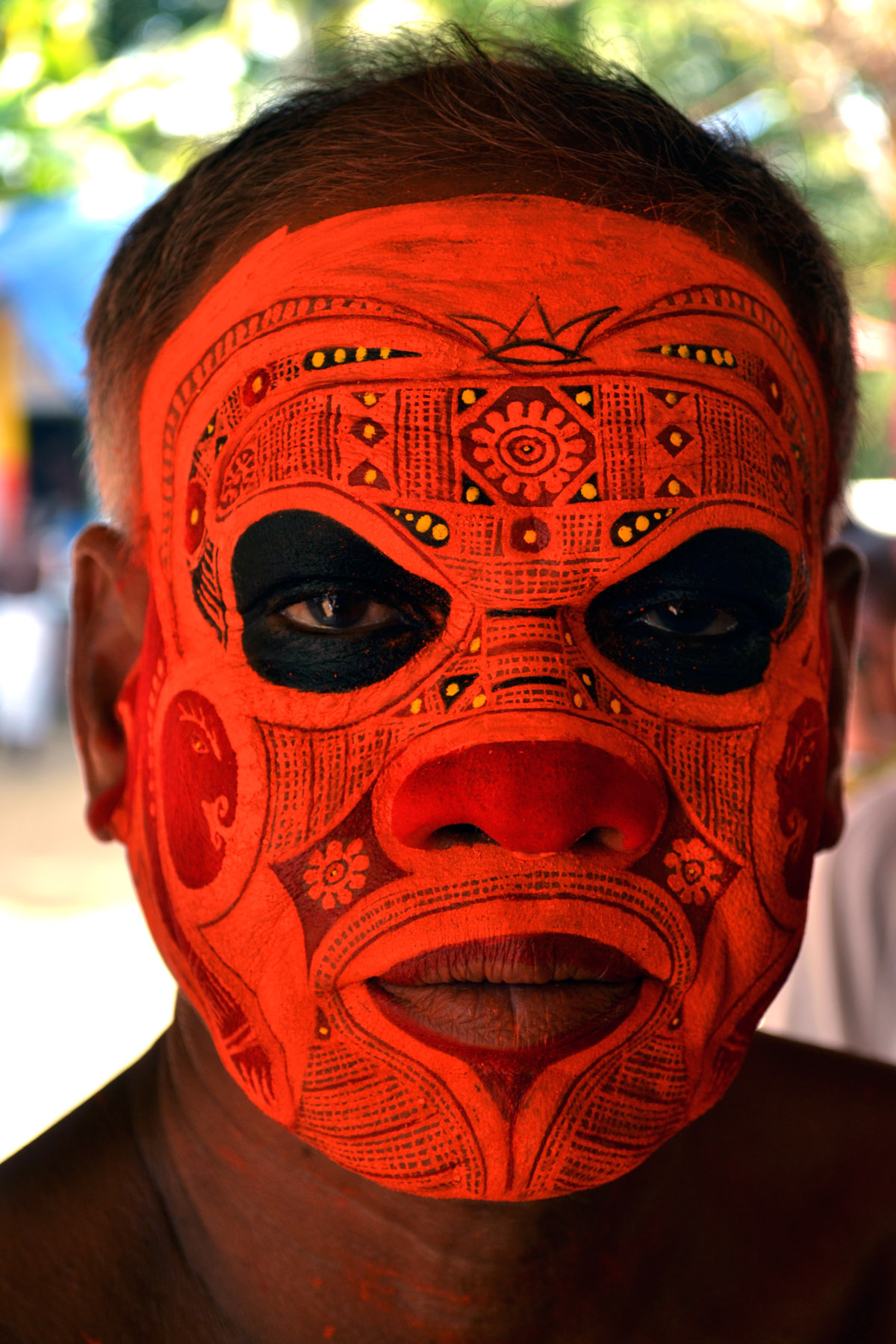
صورت یک مرد بالغ با آرایش

ادراک چهره درک و تفسیر فرد از چهره است. ادراک مستلزم حضور آگاهی است و از این رو سیستم‌های خودکار تشخیص چهره را در این مقاله شامل نمی‌شود. اگرچه تشخیص چهره در گونه‌های دیگر زیستی یافت می‌شود، این مقاله بر روی ادراک چهره در انسان تمرکز دارد.
درک ویژگی‌های صورت بخش مهمی از شناخت اجتماعی است. اطلاعات جمع‌آوری‌شده از چهره به افراد کمک می‌کند تا هویت یکدیگر، آنچه را که فکر می‌کنند و احساس می‌کنند را درک کنند. پیش‌بینی اعمال یکدیگر، شناخت احساسات خود، ایجاد ارتباط و ارتباط از طریق زبان بدن ارتباط نیز به ادراک چهره وابسته است. توسعه تشخیص چهره در انسان همانند یک بلوک ساختمانی ضروری برای درک ساختارهای پیچیده اجتماعی است. داشتن توانایی درک هویت، خلق و خو، سن، جنس و نژاد به افراد اجازه می‌دهد تا نحوه تعامل خود با یکدیگر را شکل دهند و محیط اطراف خود را درک کنند.
اگرچه تصور می‌شود که ادراک صورت عمدتاً ناشی از دریافت بصری است، اما مطالعات نشان داده‌اند که حتی افرادی که نابینا به دنیا می‌آیند نیز می‌توانند درک صورت را بدون بینایی بیاموزند. مطالعات از مفهوم مکانیزم تخصصی برای درک چهره حمایت کرده‌است.

## بررسی اجمالی
نظریه‌های مربوط به فرآیندهای درگیر در درک چهره بزرگسالان عمدتاً از دو منبع آمده‌است. تحقیق در مورد ادراک طبیعی صورت بزرگسالان و مطالعه اختلالات در درک صورت که ناشی از آسیب مغزی یا بیماری عصبی است.

### مدل بروس و یانگ

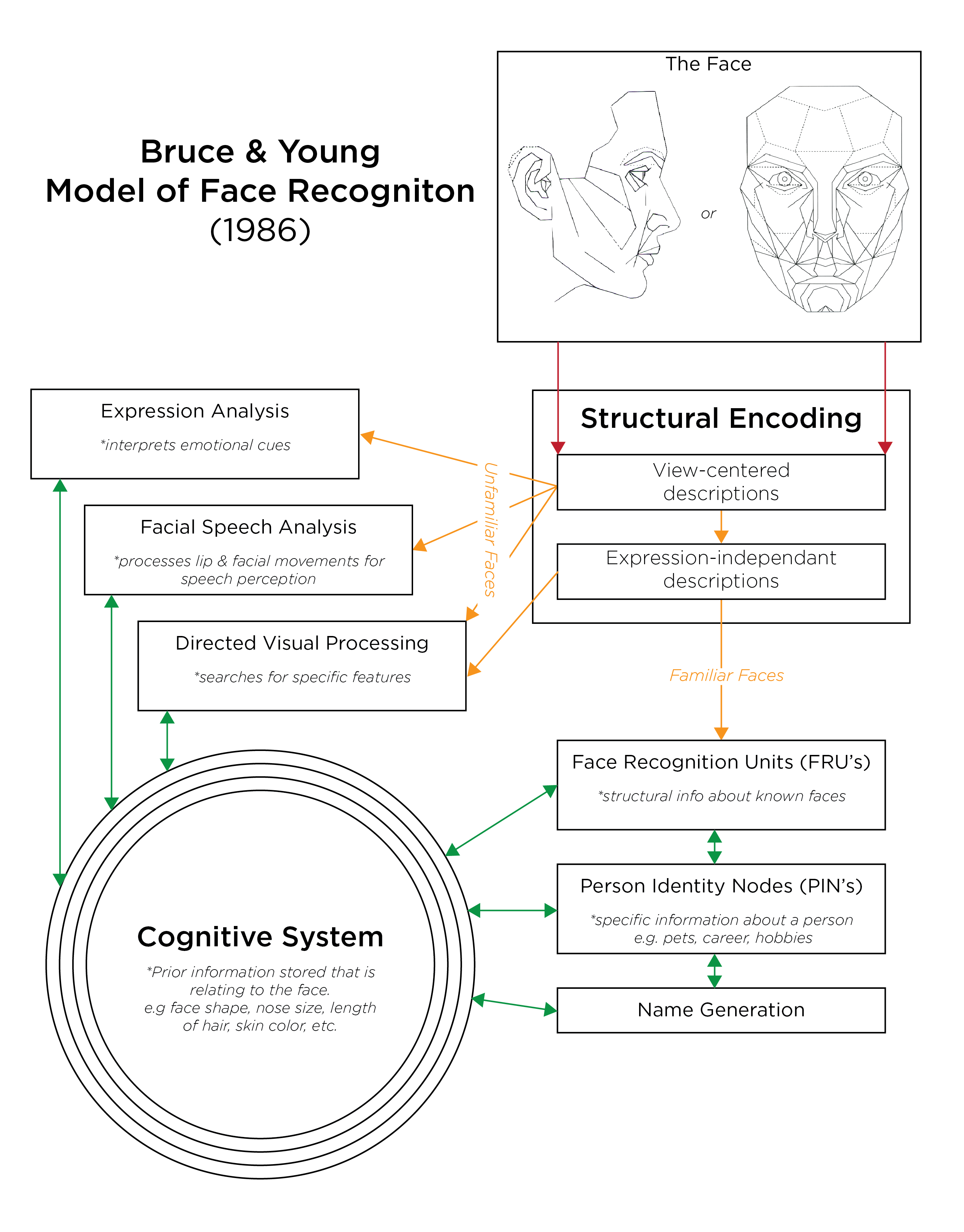
مدل تشخیص چهره بروس و یانگ-۱۹۸۶

یکی از پذیرفته‌شده‌ترین نظریه‌های ادراک چهره استدلال می‌کند که درک چهره‌ها شامل چندین مرحله است: همانند از ابتدا دستکاری‌های ادراکی اولیه بر روی اطلاعات حسی برای استخراج جزئیات دربارهٔ فرد (مانند سن، جنسیت یا جذابیت) گرفته، تا توانایی به یاد آوردن جزئیات معنی دار مانند نام آنها و هر گونه تجربه مرتبط گذشته از فرد.
این مدل که توسط ویکی بروس و اندرو یانگ در سال ۱۹۸۶ ایجاد شد، استدلال می‌کند که ادراک چهره شامل فرآیندهای فرعی مستقلی است که به صورت هماهنگ کار می‌کنند.

## توسعه و رشد اولیه
علیرغم مطالعات متعدد، هیچ بازه زمانی قابل قبولی وجود ندارد که در آن یک انسان معمولی توانایی درک چهره‌ها را توسعه دهد.

### توانایی تشخیص چهره از اشیاء دیگر
بسیاری از مطالعات نشان داده‌اند که نوزادان در میدان بینایی خود به چهره‌ها توجه ترجیحی می‌دهند، که نشان می‌دهد آنها می‌توانند چهره را از اشیاء دیگر تشخیص دهند.

### توانایی تشخیص احساسات در صورت

نمونه‌هایی از احساسات مختلف

در حدود هفت ماهگی، نوزادان توانایی تشخیص چهره‌ها را از طریق احساسات نشان می‌دهند. با این حال، اینکه آیا آنها به‌طور کامل تشخیص احساسات را توسعه داده‌اند، مشخص نیست. تشخیص تفاوت‌های بصری در حالات چهره با درک ظرفیت یک احساس خاص متفاوت است.

### توانایی تشخیص چهره‌های آشنا
مشخص نیست چه زمانی انسان‌ها توانایی تشخیص چهره‌های آشنا را پیدا می‌کنند. مطالعات نتایج متفاوتی دارند و ممکن است به عوامل متعددی (مانند مواجهه مداوم با چهره‌های خاص در یک دوره زمانی خاص) بستگی داشته باشند.

### توانایی «تقلید» چهره‌ها
موضوعی که معمولاً مورد مناقشه است، سنی است که در آن می‌توانیم حالات چهره را تقلید کنیم.
- نوزادان دو روزه می‌توانند از بزرگسالان تقلید کنند، می‌توانند جزئیاتی مانند شکل دهان و چشم را تقلید کنند و همچنین عضلات خود را برای ایجاد الگوهای مشابه حرکت دهند.[۸]
- با این حال، این ایده که نوزادان کمتر از دو سال می‌توانند حالت‌های چهره را تقلید کنند، توسط سوزان اس. جونز مورد مناقشه قرار گرفت، او معتقد بود که نوزادان از محتوای احساسی رمزگذاری‌شده در حالات صورت بی‌اطلاع هستند و همچنین فهمید که آنها تا سال دوم زندگیشان قادر به تقلید حالات صورت نیستند. او همچنین دریافت که تقلید در سنین مختلف ظاهر می‌شود.[۹]

## نوروآناتومی

### نواحی کلیدی مغز

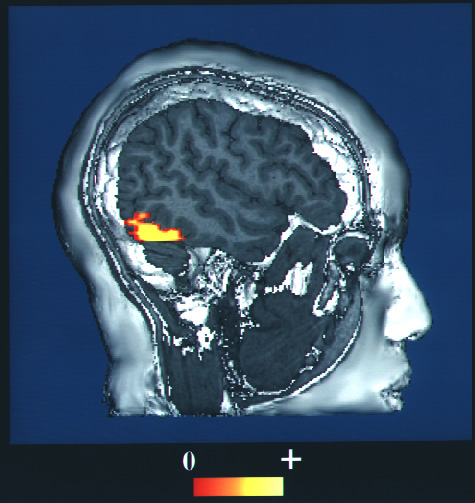
اسکن fMRI با کامپیوتر از فردی که از او خواسته شده‌است به صورت‌ها نگاه کند. (در ناحیه صورت دوکی شکل)

ادراک صورت دارای ارتباط عصبی آناتومیکی در مغز است. 

یک "گربل (greeble)" (شکل بی‌معنایی که در آزمایش‌های تشخیص چهره استفاده می‌شود)

## برتری چهره در یادآوری حافظه
در طول ادراک چهره، شبکه‌های عصبی برای یادآوری خاطرات با مغز ارتباط برقرار می‌کنند.
بر اساس مدل سمینال (به انگلیسی:Seminal Model) ادراک چهره، سه مرحله پردازش چهره وجود دارد:
- تشخیص چهره
- یادآوری خاطرات و اطلاعات مرتبط با آن چهره
- یادآوری نام

در این سه مرحله استثنا وجود دارد. به عنوان مثال، در موارد محرک‌های بسیار آشنا، نام‌ها سریعتر از اطلاعات معنایی به یاد می‌آیند. در حالی که چهره یک شناسه قدرتمند است، صدا نیز به تشخیص کمک می‌کند.
راک چهره دارند، اما مشاهده شده‌است که پدیده تشخیص چهره خود تنها برای چند گونه منحصر به فرد است. به دلیل ارتباط آن با فرایند یکپارچگی ادراکی، علاقه خاصی به مطالعه ادراک از چهره خود وجود دارد.

### تست آینه
گوردون گالوپ جونیور در سال ۱۹۷۰ تکنیکی را به عنوان تلاشی برای سنجش خودآگاهی توسعه داد. این تکنیک معمولاً دارای تست آینه ای است.

## جنسیت

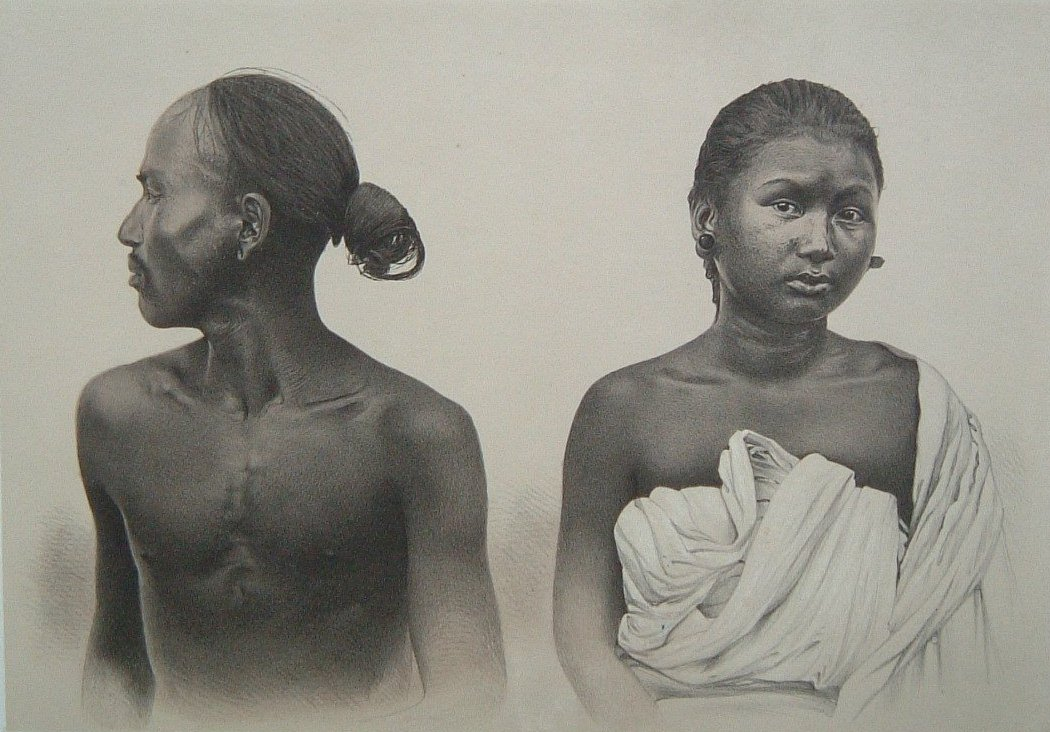
یک انسان نر و ماده.

مطالعات با استفاده از تکنیک‌های الکتروفیزیولوژیکی تفاوت‌های مرتبط با جنسیت را در طول یک عمل تشخیص چهره و یک کار شناسایی عاطفه چهره نشان داده‌اند.

## قومیت

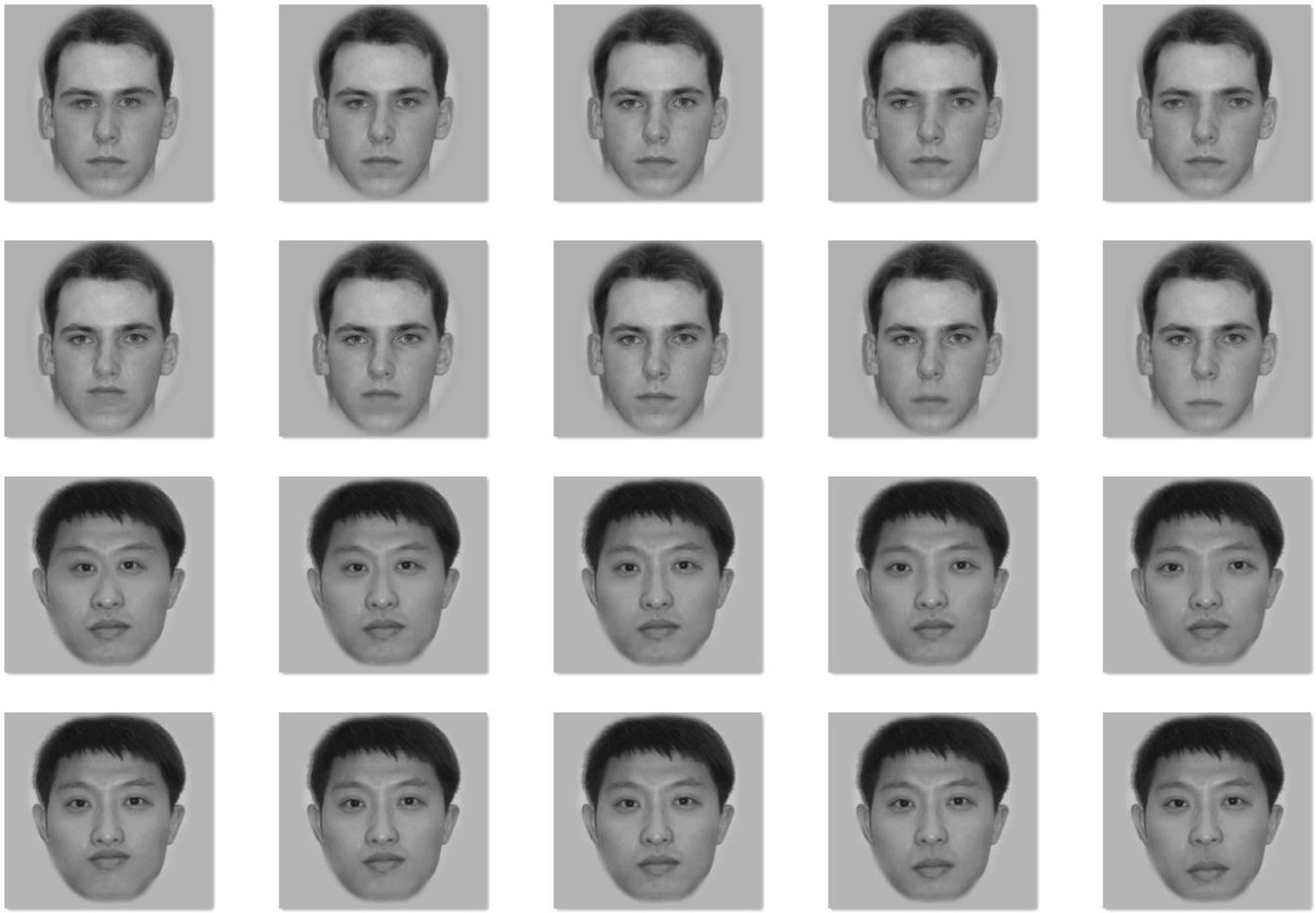
نمونه ای از چهره‌های واقعی و ویرایش شده سفید و آسیایی مورد استفاده در بررسی اثر متقابل بین نژادی

تفاوت در تشخیص چهره خود در مقابل نژاد دیگر و تبعیض ادراکی برای اولین بار در سال ۱۹۱۴ میلادی مورد تحقیق قرار گرفت. انسان‌ها تمایل دارند که افراد نژادهای دیگری غیر از نژاد خودشان را شبیه هم درک کنند:

### به چالش کشیدن اثر متقابل بینا نژادی
اثرات متقابل نژادی را می‌توان از طریق تعامل با افراد نژادهای دیگر تغییر داد. تجربه بین نژادی تأثیر عمده ای بر اثر متقابل بینا نژادی دارد. مجموعه‌ای از مطالعات نشان داد که شرکت‌کنندگانی که تجربه بیشتری از تعامل با نژاد دیگر داشتند، نسبت به شرکت‌کنندگانی که تجربه کمتری داشتند، به‌طور مداوم در تشخیص چهره‌های نژاد دیگر دقیق‌تر بودند. بسیاری از مدل‌های فعلی این اثر فرض می‌کنند که مکانیسم‌های پردازش چهره کل‌نگر هنگام مشاهده چهره‌های نژاد خود به‌طور کامل‌تری درگیر می‌شوند.

## تشخیص چهره در اوتیسم

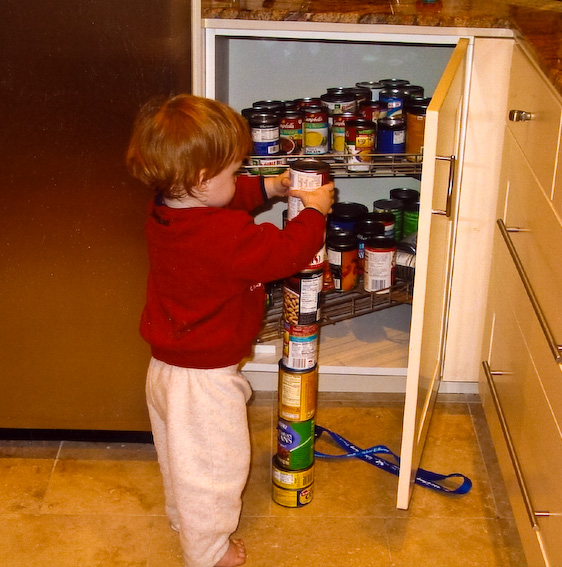
کودک مبتلا به اوتیسم.

اختلال طیف اوتیسم یک اختلال رشد عصبی جامع است که نقص‌های اجتماعی، ارتباطی و ادراکی ایجاد می‌کند. افراد مبتلا به اوتیسم در تشخیص هویت چهره و تشخیص عبارات احساسی مشکل دارند. گمان می‌رود این کسری‌ها ناشی از ناهنجاری‌های مراحل اولیه و اواخر رشدی پردازش صورت باشد.

### سرعت و روش‌ها
افراد مبتلا به اوتیسم محرک‌های چهره و غیر چهره را با سرعت یکسان با افراد عادی پردازش می‌کنند.

## روان‌گسیختگی

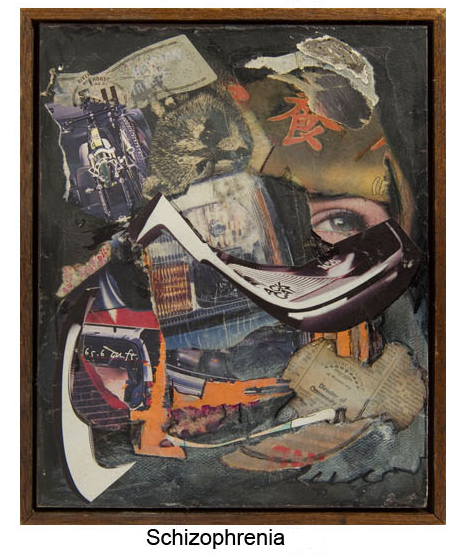
اسکیزوفرنی، اثر ویلیام ا. اورسپرونگ.

اسکیزوفرنی بر توجه، ادراک، حافظه، یادگیری، پردازش، استدلال و حل مسئله تأثیر می‌گذارد.